# Ronald Ross
Ronald Ross (ur. 13 maja 1857 w Almora, Indie, zm. 16 września 1932 w Londynie, Wielka Brytania) – angielski parazytolog i patolog, laureat Nagrody Nobla w dziedzinie fizjologii lub medycyny w 1902 roku.

## Życiorys
Od roku 1899 był profesorem medycyny tropikalnej w Liverpoolu, następnie w Londynie, od 1926 dyrektor londyńskiego Instytutu Chorób Tropikalnych. Przez kilkanaście lat pracował jako lekarz wojskowy w Indiach, gdzie prowadził badania nad malarią. Udowodnił, że komar Anopheles jest nosicielem malarii.
W 1902 roku otrzymał Nagrodę Nobla w dziedzinie fizjologii lub medycyny za odkrycie cyklu rozwojowego zarodźca malarii i sposobu szerzenia się tej choroby.

## Publikacje
- The Prevention of Malaria (1910)
- Studies on Malaria (1928)